# Ани (град)
Вижте пояснителната страница за други значения на Ани.
Анѝ (на арменски: Անի; на старогръцки: Ανίον; на латински: Abnicum; на турски: Ani) е столица на средновековното Арменско царство. Намира се на територията на източна Турция, окръг Карс, в непосредствена близост с границата с Армения. В наши дни е в развалини и необитаван.

## Обща информация
Територията на средновековното Арменско царство се е простирала в земите на сегашна Армения и цяла източна Турция. Градът е разположен на триъгълно очертан полуостров, на мястото където река Цахкоцадзор се влива в река Акурян. Мястото за разполагане на града е изкусно подбрано поради естествената му защита: от две страни с река, а от трета чрез долината Бостанлар. Ани е наречен „Градът на 1001 църкви“. Намирал се е на пътя на множество религиозни маршрути и е сочен за един от най-богатите на изкусно технически и естетически построени религиозни сгради, дворци и крепости.
По време на разцвета си, Ани е наброявал 100 – 200 хил. души, което го прави съизмерим за времето си с Константинопол, Багдад и Кайро. След завземането му от селджукските турци, градът е унищожен, по-голямата част от населението е избито или взето в плен и повече не е населван.

## Произход на името
За първи път името Анѝ е споменато през 5 век от арменските летописци Йегише и Хазар Перпеци. Те описват града като здрава крепост, построена на върха на хълм и притежание на династията на Камсараканите (арм. Կամսարական), клон от големия род на Аршакидите, който управлява Партското царство. Градът получава името си от арменския град крепост и езически религиозен център Ани-Камак, разположен в Даранаги, Велика/Горна Армения (арм. Բարձր Հայք – Bardzr Hayq).
Ани е известен и като Кнамк (арм. Խնամք), но историците нямат убедителна версия за произхода и значението на това име. Според немския филолог и лингвист, изучавал арменския език, името може да идва от инфинитива на глагола „грижа се“ – խնամել („кнамел“).

## История

### Столица на царството на Багратидите
В началото на 9 век териториите на Камсараканите в областите Аршаруник и Ширак (вкл. Ани) са включени в царството на династията Багратиди. Багратидите разполагат своята първа столица в Багаран, на 40 км северно от Ани, след това я местят в Ширакаван, на 25 км северозападно от Ани и после в 929 г. я установяват в Карс. През 961 г. цар Ашод III (953 – 977) премества двора си от Карс в Ани. При наследника му – цар Съмбад II (977 – 989), градът се разраства силно и бързо. През 992 г. Католикосът се премества в Ани, с което тя вече е и религиозен център на Армения. В началото на 11 век Ани има повече от 100 хил. жители и е известен като „Градът с 40 порти“ и „Градът с хиляда и едната църкви“.
Най-голям разцвет и подем Ани преживява по време на дългото управление на Гагик I (арм. Գագիկ Ա) от 989 до 1020 г. След неговата смърт двамата му сина влизат в спор за престола и разделят царството на две части. По-малкият син – Хованес Съмбад III Миролюбивия (арм. Հովհաննես-Սմբատ Գ 1020 – 1041) овладява частта от царството, в която е Ани, а по-големият Ашод IV (1020 – 1040) – останалата част. Хованес Съмбад III, от страх да не бъде нападнат, доброволно става васал на византийския император Василий II Българоубиец (гръцки: Βασίλειος Β΄ Βουλγαροκτόνος). През януари 1022 г. арменският католикос (патриарх) Бедрос I Кетадарац (арм. Պետրոս Ա. Գետադարձ ? – 1058) занася сам писмо на Василий II, който по това време е на зимен лагер с войската в Трапезунд, от царя, в което завещава царството си на Византия след смъртта си. Когато царят умира в 1041 г., византийският император Михаил IV Пафлагон (на гръцки: Μιχαήλ Δ΄ Παφλαγών, 1010 – 10 декември 1041) предявява претенция според уговореното. Наследникът на Хованес Съмбад, Гагик II (арм. Գագիկ Բ), обаче отказва да изпълни уговореното. Императорът изпраща тогава няколко армии да завземат Ани, но арменската столица удържа на обсадата. Все пак в битка е пленен принцът Ашод, който в плен, за да се спаси, участва в серия от интриги. В резултат царят Гагик II е предаден и столицата пада в 1045 г. под византийска власт.

### Разрушаване и обезлюдяване
През 1064 г., след 25-дневна обасада, градът е превзет от съюзените армии на селджукските турци, предвождани от султан Алп Арслан и на грузинците с техния цар Баграт. Населението масово е подложено на избиване. Ето какво казва за това събитие като очевидец, арабският историк Сибт ибн ал Гавази:
„Войските влязоха в града, изклаха жителите му, разграбваха и опожаряваха, като оставиха всичко в руини, а останалите живи взеха в плен. Телата на мъртвите бяха толкова много, че препречваха улиците; никой не можеше да се придвижва без да стъпва върху тях. Отведените в плен бяха не по-малко от 50 000 души. Случи ми се да вляза в града и да видя всичко това с очите си. Опитвах да намеря улица, по която да вървя без да стъпвам върху мъртвите, но това беше невъзможно.“
Селджуките продават града в 1072 г. на Шададидите, кюрдска династия в рамките на Арабския халифат, която произхожда от град Ганджя. Отначало отношението на Шададидите към християнското и арменско население било поразително толерантно и миролюбиво. По-късно обаче то се трансформира във враждебно и води до няколко несигурни опита от страна на Грузинското християнско царство за помощ. Грузинците завладяват Ани в 1124, 1161 и 1174, но след всеки успешен опит губят града отново. Чак в 1199 армията на грузинската царица Тамара завладява уверено Ани и изтласква Шададидите от града. Управлението е поверено на генералите Закари и Иван Мъкхаргръдзели. Династията, която започва да управлява града, се нарича Закариди и се провъзгласява за наследник на Багратидите. След Закари, управлението поема синът му Шаханшах. Заради доброто си местоположение, градът много бързо се възстановява икономически и преживява нов подем в архитектурен план.
Монголците обсаждат града за първи път в 1226 г., но не успяват да го завземат. Втората им обсада от 1236 г. обаче завършва с успех. Градът е подложен на оплячкосване и част от населението е избито. Успешната обсада се случва по време, в което Шахнашах не е в Ани и когато се връща той си възвръща града, но от грузински васал става монголски. В този период на монголски васалитет градът трайно започва да упада. През 14 век градът е управляван от местни турски фамилии – на Джаларидите и на Кара Коюнлу. В 1403 г. Тимур завладява Ани. Кара Коюнлиите успяват да избягат от града и се установяват в Ереван. През 1441 г. Католикосът прави същото. Ани остава във властта на Сафавидите до 1579 г., когато е включен в границите на Османската империя. До средата на 17 век на територията на Ани съществува малка крепост, която постепенно запада и в 18 век вече е обезлюдена. Обезлюдяването на града е свързано с по-широката тенденция за обезлюдяване на региона, който е зона на конфликт между Османската империя и държавните образования на територията на Персия.

### Културен и икономически център
Ани не стои на съществуващи търговски пътища или тяхно кръстовище. Градът съществува встрани от потока на стоки и хора между Изтока и Запада. Но със своя размер и важност се превръща в притегателен център за търговия. В него основно се срещат търговци и стоки от Византия, Персия, Арбския халифат и някои от по-малките княжества в Южна Русия и Централна Азия.

### Ани до съвременността
През първата половина на 19 век се появяват първите сведения на европейски пътешественици за Ани. През 1878 г. като резултат от Руско-турската война за освобождение на България, райноът на Карс, включително и Ани, преминават в ръцете на Руската империя. И така в 1892 г. в района на Ани започват първите археологически разкопки и изследвания, организирани от Руската академия на науките. Експедицията е ръководена от руския археолог и ориенталист Николай Мар (1864 – 1934). През 1904 разкопките продължават чак до началото на 1917 г. Големи части от града са професионално разкрити, редица сгради са измерени и картографирани, а всички находки са детайлно описани. Резултатите от археологическата експедиция в Ани са отразени в академични издания. Спасителни работи са извършени за всички сгради, които са заплашени от разрушение. В края на Първата световна война, след обявяване на независимата република Армения, османски войски се насочват към района на Карс и го завладяват в 1918 г. Всички находки от Ани, които са били лесно преносими са спасени от османските войски от Ашхарбек Калънтар, участник в експедицията на Мар. Днес тези находки се намират в Ереванския държавен музей за Арменска история. След края на войната, Турция като победена отстъпва на Армения района на Карс, но след офанзива в 1920 отново си го връща. През 1921 г. е подписан договорът от Карс, с който Ани и районът на Карс остават турски.
През 1921 г. турският парламент гласува заповед към главнокомандващия Източния фронт – ген. Казъм Карабекир всички останки от Ани да бъдат изличени от лицето на земята. В мемоарите си Карабекир твърди, че е отказал да спази тази заповед, но състоянието на останките днес говори за частично спазване на тази заповед.